# Czepinci
Czepinci (bułg. Чепинци) – wieś w Bułgarii; 2400 mieszkańców (2010).